# Nowostawy Dolne (Łódź)
Nowostawy Dolne [pronunciación en polaco: /nɔvɔsˈtavɨ ˈdɔlnɛ/] es un pueblo ubicado en el distrito administrativo de Gmina Dmosin, dentro del Distrito de Brzeziny, Voivodato de Łódź, en Polonia central. Se encuentra aproximadamente a 5 kilómetros al suroeste de Dmosin, a 13 kilómetros al norte de Brzeziny, y a 21 kilómetros al noreste de la capital regional Łódź.
El pueblo tiene una población aproximada de 200 habitantes.